# Homo novus
Homo novus ( "ny mand"  pl: homines novi) var en betegnelse i Romerriget for en mand, der var den første i sin familie til at sidde i det romerske senat. Senere  betød det især dem, der for første gang besatte embedet som konsul.
De mest kendte homines novi var Gaius Marius og Marcus Tullius Cicero

## Fremtrædende Homines Novi
- Gajus Lutatius Catulus
- Cato den Ældre
- Lucius Licinius Lucullus
- Gaius Marius
- Marcus Tullius Cicero
- Gaius Cornelius Tacitus